# Marco Gavio Apicio
Marco Gavio Apicio  fue un gastrónomo romano del siglo I, supuesto autor del libro De re coquinaria, que constituye una fuente sobre la gastronomía en el mundo romano. Vivió durante los reinados de los emperadores Augusto y Tiberio. Casó a una de sus hijas con Sejano.

## Vida

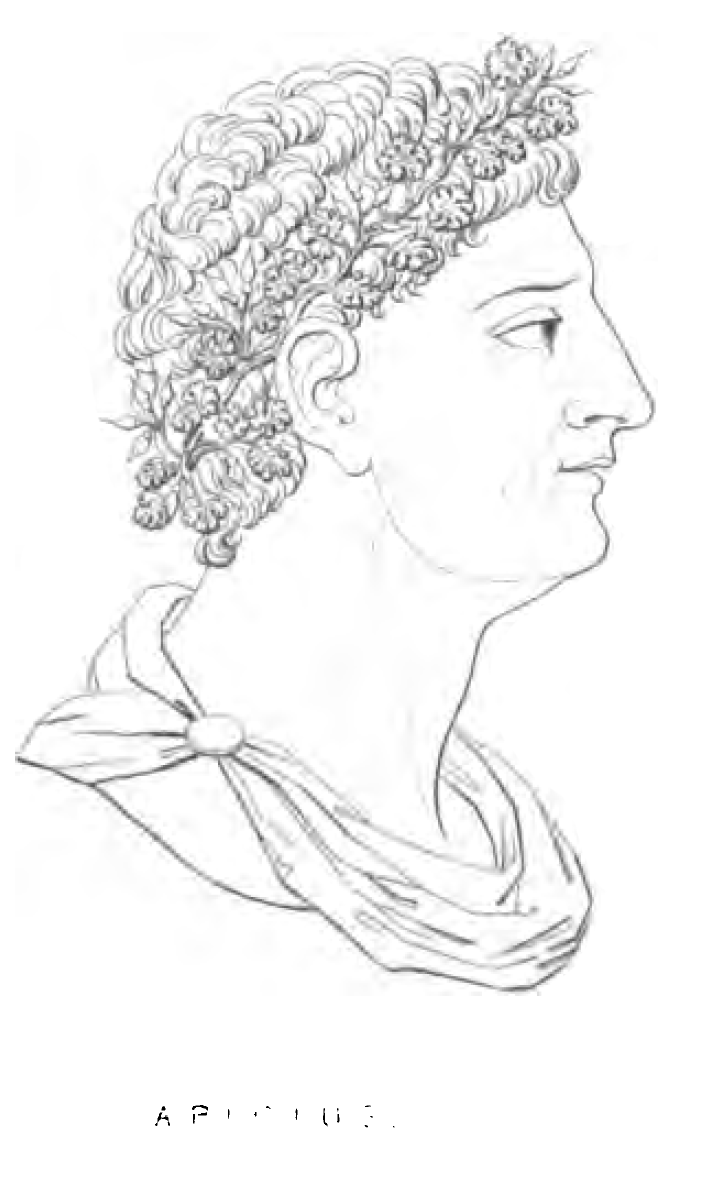
Retrato de Aparicio realizado por Sayer

Apicio era conocido sobre todo por sus excentricidades y una enorme fortuna personal que dilapidó en su afán por hacerse con los más refinados alimentos, elaborados en complicadas recetas, algunas atribuidas a él, como el foie gras obtenido del hígado de gansos alimentados con higos. Su desmedido epicureísmo le granjeó la antipatía de los estoicos contemporáneos suyos como Séneca o Plinio el Viejo. Se desconoce con exactitud la fecha de su muerte, probablemente acaecida en los años finales del imperio de Tiberio. La tradición dice que se suicidó envenenándose al asumir que su estilo de vida lo había arruinado completamente.

## Obra
Apicio no fue, sin embargo, el primer autor del mundo clásico que dedicó una especial atención a la gastronomía pues sabemos que en Grecia numerosos autores dedicaron a este género varios tratados antes que él. La obra De re coquinaria que ha llegado hasta nuestros días procede de un manuscrito del siglo V y está lejos de ser la obra original escrita por Apicio, si es que fue realmente su autor. Numerosas variantes del latín utilizado en los diferentes capítulos, incongruencias cronológicas en el lenguaje y partes inexistentes que aparecen indicadas en el índice —el libro VI es un ejemplo de ello— hacen pensar en la recopilación y en los añadidos sucesivos que la obra de Apicio ha vivido a lo largo de los siglos. 
De esta manera, y según los análisis realizados, los documentos llegados hasta nosotros podrían datarse a principios del siglo V de nuestra era y son el resultado de añadidos sucesivos. La primera edición impresa de De re coquinaria se realizó en Milán en 1498, edición de Guillaume Le Signerre (hay una edición editada por Bernardino de Venecia que carece de fecha). A esa edición príncipe le han sucedido numerosas por toda Europa.

## Citas de otros autores sobre Apicio
- Séneca: Consolación a Helvia, 10, 8-9
- Plinio el Viejo: Naturalis Historia
- Tertuliano: De Anima, 33, 4
- Marcial: Epigramas
- Ateneo de Náucratis: Deipnosofistas